# Zespół śpiewaczy „Zakukała kukułecka”
Zespół śpiewaczy „Zakukała kukułecka” z Gałek Rusinowskich powiat Przysucha wykonuje pieśni ludowe, prezentuje zanikające zwyczaje i obrzędy oraz tradycyjne tańce ludowe regionu radomskiego okolic Przysuchy.
Zespół powstał w 1977 r. w trakcie spotkań Koła Gospodyń Wiejskich, a pierwszym celem, jakim wytyczył była zbiórka pieniędzy na wybudowanie nowej szkoły. Przygotowywano w tym celu szereg występów słowno-muzycznych i organizowano zabawy dla młodzieży. Założycielką zespołu i pomysłodawczynią jego nazwy jest Józefa Siwiec. Kierownikiem zespołu była Franciszka Siwiec. Już debiutancki występ na Wojewódzkim Przeglądzie Folkloru województwa radomskiego, podczas „Dni Kolbergowskich” w Przysusze, w 1983 roku przyniósł zespołowi sukces – I nagrodę i zapewniony udział w Ogólnopolskim Festiwalu Kapel i Śpiewaków Ludowych w Kazimierzu nad Wisłą. Pierwszy występ na festiwalu był udany, zespół otrzymał III nagrodę. Pod koniec lat osiemdziesiątych nastąpił rozłam, w którego wyniku powstały dwa zespoły: ”Zakukała kukułecka” z kierownikiem Józefą Siwiec i „Jaskółki” pracujące pod kierunkiem Marii Walasik.
„Zakukała Kukułecka” jest laureatem wielu festiwali i konkursów o zasięgu lokalnym jak i ogólnopolskim. Jest również wielokrotnym uczestnikiem dożynek powiatowych i wojewódzkich oraz festynów organizowanych w Muzeum Wsi Radomskiej. Ich repertuar wykorzystuje m.in. Polskie Radio. W 2006 roku podczas Taboru Domu Tańca w Gałkach Rusinowskich członkinie zespołu przekazywały starodawny repertuar pieśniowy uczestnikom warsztatów i koncertów. Wtedy zespół śpiewaczy współpracował z Kapelą Józefa Zarasia z Nieznamierowic i Kapelą Jana Gacy z Przystałowic Małych.
W 2012 roku powstał zespół „Gołcunecki”, kierownikiem zespołu jest Maria Siwiec. Z repertuarem pieśni ze wsi Gałki wydała płytę solową, która uzyskała Fonogram Źródeł 2016.
W 2013 r. śpiewaczki wystąpiły w Studiu Polskiego Radia im. Witolda Lutosławskiego na koncercie kolędowym Dwójki, a na Festiwalu Nowa Tradycja w 2011 roku na koncercie "Muzyka Źródeł – nasi mistrzowie" oraz na Nowej Tradycji w 2017 r. Współpracują z Polskim Radiem Program 2,  Domem Tańca, Fundacją Muzyka Odnaleziona, Festiwalem Wszystkie Mazurki Świata.

## Nagrody
- I Nagroda na  XXXIV Ogólnopolskim Festiwalu Kapel i Śpiewaków Ludowych w Kazimierzu Dolnym - (2000)
- III Nagroda na XXXVII Ogólnopolskim Festiwalu Kapel i Śpiewaków Ludowych (2004)
- Nagroda Kolberga (2004)
- INagroda na XV Mazowieckim Przeglądzie Folkloru na 55. Dni Kolbergowskich w Przysusze (2014)
- Baszta na 47. Ogólnopolskim Festiwalu Kapel i Śpiewaków Ludowych w Kazimierzu nad Wisłą (2013 r)
- Nagroda na Ogólnopolskim Konkursie Tradycyjnego Tańca Ludowego w Rzeszowie
- Nagroda na Wojewódzkim Przeglądzie Folkloru w Przysusze
- Nagroda na Wojewódzkim Przeglądzie Zespołów Ludowych Prezentujących Zwyczaje i Obrzędy w Zaborowie[4]

## Przedstawienia obrzędowe
- Wesele
- Kusoki
- Swaty
- Śmigus-dyngus
- Okrężne
- Sobótka
- Darcie pierza
- Gaik[5]

## Skład zespołu „Zakukała Kukułecka” (2006)
- Józefa Siwiec (kierownik zespołu)
- Maria Pęzik (Zastępca kier. zespołu)
- Maria Siwiec
- Zofia Kucharczyk (1933–2022)[6]
- Maria Oracz
- Barbara Kietlińska
- Tadeusz Cieślak
- Józef Wacławiak
- Stanisław Piejak
- Piotr Młodawski

## Skład zespołu „Gołcunecki” (2012)
- Maria Siwiec (kierowniczka zespołu)
- Zofia Bykowska
- Jadwiga Dziedzic
- Zofia Kucharczyk
- Maria Oracz
- Maria Pęzik